# Zaikovita
La zaikovita o zaykovita és un mineral de la classe dels sulfurs. Rep el nom en honor de Viktor Vladimirovitx Zaikov (Виктор Владимирович Зайков) (3 de maig de 1938, Vladivostok, URSS - 22 de desembre de 2017, Miass, Rússia), professor a l'Institut de Mineralogia, branca Urals, de l'Acadèmia de Ciències de Rússia.

## Característiques
La zaykovita és el primer selenur de rodi trobat a la natura, de fórmula química Rh₃Se₄. Va ser aprovada com a espècie vàlida per l'Associació Mineralògica Internacional l'any 2020, sent publicada a principis de 2023. Cristal·litza en el sistema monoclínic.
L'exemplar que va servir per a determinar l'espècie, el que es coneix com a material tipus, es troba conservat a les col·leccions del Museu Mineralògic Fersmann, de l'Acadèmia de Ciències de Rússia, a Moscou (Rússia), amb el número de registre: 5395/1.

## Formació i jaciments
Va ser descoberta als placers de Kazan, a la localitat de Gogino, dins el districte de Bredinsky (óblast de Txeliàbinsk, Rússia). Aquest indret és l'únic a tot el planeta on ha estat descrita aquesta espècie mineral.